# Elías Caurey
Elias Caurey (Ipitakuape, Bolivia, 1977) es un escritor en lengua guaraní, sociólogo, antropólogo, promotor cultural y traductor. Entre sus publicaciones destacan los libros: Justicia comunitaria guaraní (2009), Tee Reta Ñane Ñeepe. Nuestros nombres guaraní (2016), Diccionario Etimológico y Etnográfico de la Lengua Guaraní Hablada en Bolivia (Guaraní–Español) (2011) y Tayi Poti Florecer del Lapacho (2020).

## Biografía
Estudió en el Colegio Fray Bernardino de Nino de San Antonio del Parapetí. Posteriormente asistió a la Universidad Autónoma Gabriel René Moreno de Santa Cruz de la Sierra, donde obtuvo la licenciatura en Sociología con la distinción de "graduación por excelencia" en 2005. También cuenta con una licenciatura en Antropología por la Universidad Católica Boliviana "San Pablo".
En 2008 asumió la dirección de la Fundación "El Arca" en San Antonio del Parapetí, y ha desempeñado funciones como técnico nacional en la Coordinadora Nacional Comunitaria de los Consejos Educativos de los Pueblos Originarios (CNC-CEPOs) de Bolivia.

## Obra
La obra de Elías Caurey se sitúa en la intersección entre la producción literaria en lengua guaraní, la investigación social y la promoción de derechos culturales. Como escritor bilingüe (guaraní-español), ha publicado libros centrados en temas como la justicia comunitaria, la salud intercultural, la educación bilingüe, la espiritualidad guaraní y la revitalización lingüística.
Caurey es autor del Diccionario Etimológico y Etnográfico de la Lengua Guaraní Hablada en Bolivia (2011), una obra de referencia seleccionada por la Biblioteca del Bicentenario de Bolivia. Ha traducido al guaraní la novela Irande de Elio Ortiz y editado el libro Ñandera Tüpa Regua Ñande Reko Rupi (Teología Guaraní) del sacerdote jesuita Gabriel Siquier. También publicó Tee reta ñane ñeepe. Nuestros nombres guaraní (2016), un estudio sobre los nombres tradicionales guaraníes, y Tayi Poti. Florecer del Lapacho (2020), una obra poética y testimonial.
Caurey ha sido invitado como ponente y formador en instituciones educativas, universidades y proyectos de formación intercultural bilingüe. Su trabajo combina el activismo lingüístico, la producción académica y la creación literaria como parte del movimiento de la literatura indígena contemporánea en Bolivia.

## Publicaciones
- Justicia comunitaria guaraní (2009).
- Tekove Katu: Educación en salud en el Chaco boliviano (2009).
- Diccionario etimológico y etnográfico de la lengua guaraní hablada en Bolivia (Guaraní–Español) (2011).
- Nación Guaraní: Ñamae Ñande Rekore. Una mirada a nuestro modo de ser (Ensayos socio-antropológicos) (2012).
- Arakuaa Jembo: Educación, lengua y cultura de la nación guaraní (2014).
- Ñande Arakuaa Imboguapi: Patrones de crianza de la niñez en la nación guaraní (2015).
- Asamblea del Pueblo Guaraní: Un breve repaso a su historia (2015).
- Lengua y cultura en la nación guaraní: Breve análisis al estado de la investigación (2015).
- Tee Reta Ñane Ñeepe: Nuestros nombres guaraní (2016).
- Tayi Poti. Florecer del Lapacho (2020).